# Norrländska mästerskapet i fotboll 1937
Norrländska mästerskapet i fotboll 1937 vanns av Bodens BK.

## Matcher

### Semifinal
- 11 juli 1937: GIF Sundsvall-Bodens BK 2-4

### Final
- 25 juli 1937: Bodens BK-Sandviks IK 3-2